# Carl Bertilsson
Carl Bertilsson (Drängsered, 18 de outubro de 1889 — Vånga, 16 de novembro de 1968) foi um ginasta sueco que competiu em provas de ginástica artística.
Bertilsson é o detentor de uma medalha olímpica, conquistada na edição britânica, os Jogos de Londres, em 1908. Nesta ocasião, competiu como ginasta na prova coletiva. Ao lado de outros 37 companheiros, conquistou a medalha de ouro, após superar as nações da Noruega e da Finlândia.